# Edward Asahel Birge

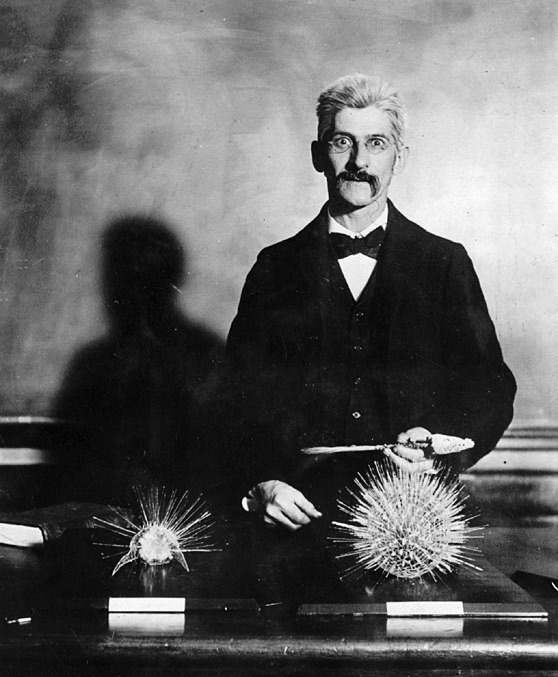
Edward Asahel Birge

Edward Asahel Birge (* 7. September 1851 in Troy, New York; † 10. Juni 1950 in Wisconsin) war ein US-amerikanischer Zoologe und einer der Gründerväter der Limnologie.
Birge graduierte 1873 am Williams College zum B.A. und 1876 zum M.A., studierte Naturgeschichte an der Harvard University und erhielt dort 1878 seinen Ph.D. An der University of Wisconsin wurde er 1879 Professor für Naturgeschichte und Zoologie. Den Lehrstuhl behielt er bis 1911 inne. Unter seiner Führung wuchs sein Institut auf vier Lehrstühle an. 1891 bis 1918 war er Dekan des College of Letters and Science seiner Universität, von 1900 bis 1903 geschäftsführender Präsident und von 1918 bis 1925 Präsident der Universität von Wisconsin. Daneben fungierte er 1897 bis 1915 als Direktor des geologischen und naturgeschichtlichen Forschungsprogramms von Wisconsin, war aktiv in den Kommissionen für Naturschutz und für das Forstwesen, und er war Staatskommissar für Fischerei.
Zusammen mit Chancey Juday erforscht er den Lake Mendota in Wisconsin und gründet dort eine Forschungsstation, die Wisconsin School of Limnology. Er entdeckt u. a. die Temperaturschichtung der Seen. 1911 veröffentlicht er eine Zusammenfassung seiner limnologischen Forschungen zusammen mit C. Juday. Eine wichtige Publikation befasst sich 1916 mit "The work of wind in warming a lake", worin er die theoretische Grundlage für die energetische Betrachtung der Schichtungen und Zirkulationen in Seen legt. Sein Hauptarbeitsgebiet war allerdings die Erforschung der wirbellosen Tiere im Gewässer.
1950 erhielt er die Naumann-Medaille.